# Campionato Gaúcho
Il Campeonato Gaúcho de Futebol, noto anche come Gauchão,  è il campionato di calcio dello stato di Rio Grande do Sul, in Brasile. È organizzato dal 1919 dalla Federação Gaúcha de Futebol (FGF).

## Titoli per squadra
Le squadre contrassegnate da un asterisco (*) non sono più attive.
| Squadra           | Città                  | Titoli |
| ----------------- | ---------------------- | ------ |
| Internacional     | Porto Alegre           | 46     |
| Grêmio            | Porto Alegre           | 43     |
| Guarany de Bagé   | Bagé                   | 2      |
| Brasil de Pelotas | Pelotas                | 1      |
| Bagé              | Bagé                   | 1      |
| Americano-RS *    | Porto Alegre           | 1      |
| Cruzeiro-RS       | Porto Alegre           | 1      |
| San Paolo-RS      | Rio Grande             | 1      |
| Farroupilha       | Pelotas                | 1      |
| Pelotas           | Pelotas                | 1      |
| Rio Grande        | Rio Grande             | 1      |
| Grêmio Santanense | Sant'Ana do Livramento | 1      |
| Rio-Grandense     | Rio Grande             | 1      |
| Renner *          | Porto Alegre           | 1      |
| Juventude         | Caxias do Sul          | 1      |
| Caxias            | Caxias do Sul          | 1      |
| Novo Hamburgo     | Novo Hamburgo          | 1      |